# Carmelo Cabrera (militar)
Carmelo Cabrera (Sauce, Departamento de Canelones, 1860 - Montevideo, 1955) fue un militar y político uruguayo, perteneciente al Partido Nacional.

## Biografía
Agrimensor de profesión, como dirigente del Partido Nacional, se vinculó estrechamente a casi todos los movimientos armados producidos entre 1870 y 1904. Preparó con Leandro Alem la Revolución del Parque en Argentina y comandó la artillería porteña en 1890. En 1903 fue designado Jefe Político de Rivera por el general Aparicio Saravia. 
En 1904 renunció a la jefatura política de Rivera y se integró como coronel al ejército revolucionario de Aparicio Saravia. Fue el encargado de dinamitar los puentes y vías de ferrocarril para impedir el avance del ejército gubernista. Asimismo dirigió la construcción de los puentes flotantes sobre el Río Negro empleados por los blancos en esa guerra civil. Entre los meses de marzo a julio construyo tres puentes sobre ese río : Paso de Carpintería (31 de marzo), Paso Mazangano (9 de julio) y Picada de Osorio (11 de julio). Estas construcciones le permitieron al ejército revolucionario la movilidad necesaria para enfrentar al ejército gubernista. 
En enero de 1910 se encuentra en el litoral argentino esperando un cargamento de armas para iniciar un movimiento revolucionario. Este cargamento es requisado por las autoridades argentinas. Por esa razón, los jefes revolucionarios deciden suspender la invasión. Muchos partidarios los acusan de traidores. Ante esas acusaciones el coronel Cabrera se bate a duelo con el doctor Aureliano Rodríguez Larreta.
Vivió varios años en Argentina, y a su regreso los blancos lo postularon al Parlamento. Integró la Asamblea General Constituyente de 1916. Fue senador en Uruguay entre 1929 y 1942, destacándose por su inteligencia y claridad expositiva. En 1929 presentó un proyecto de construcción de una vía de tren que uniera Santa Cruz (Bolivia) con el puerto de La Coronilla (Rocha, Uruguay); uniendo de ese modo el interior de Sudamérica con el Océano Atlántico, una obra que adelantaría la unión comercial de este territorio.